# Cineteca Italiana

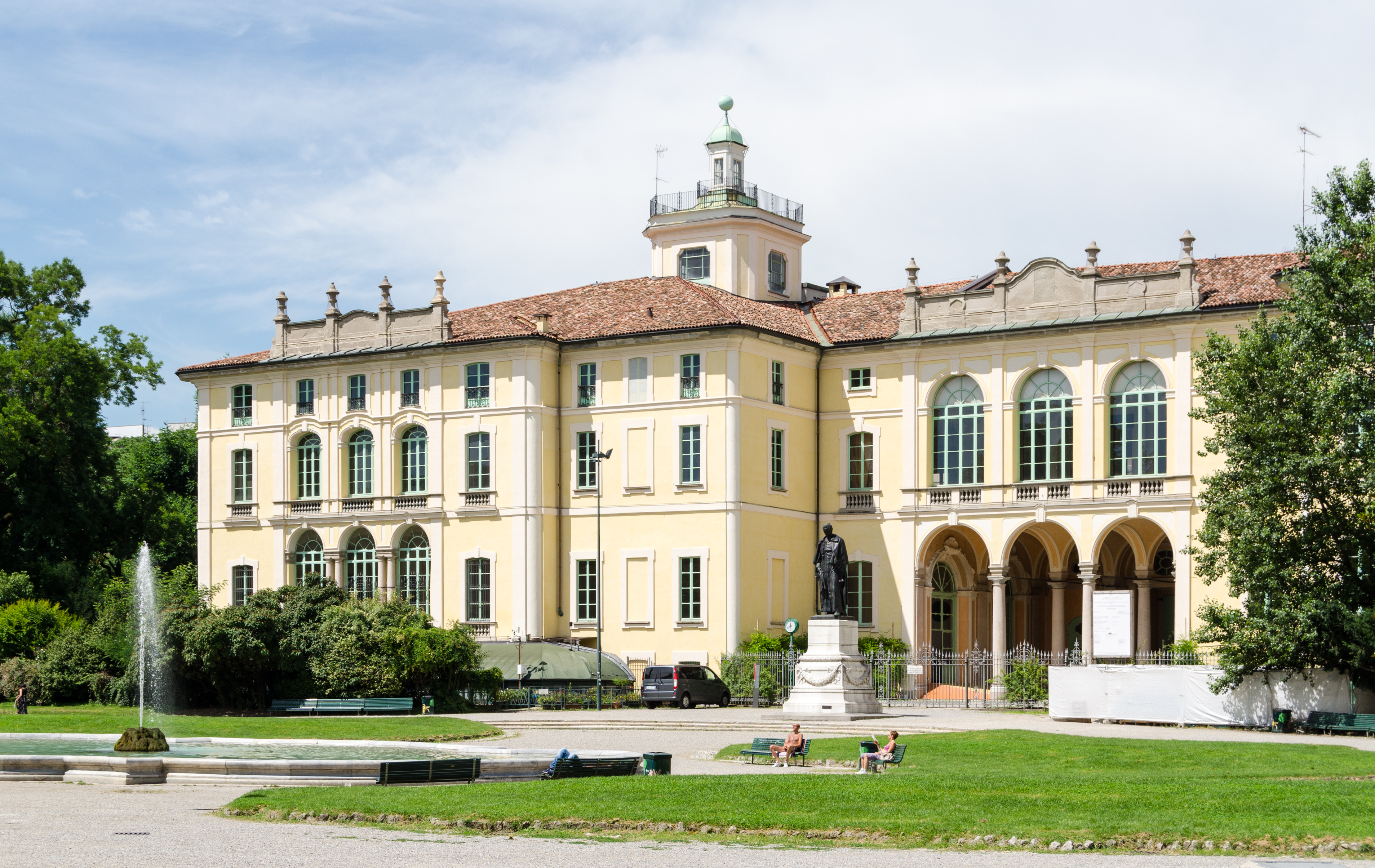
Le à Milan.

La Cineteca Italiana est une cinémathèque privée située à Milan, en Italie, créée en 1947 et devenue une fondation en 1996.
Créée en 1947 et devenue une fondation en 1996, la Cineteca Italiana conserve plus de 20 000 films et plus de 100 000 photographies de l'histoire du cinéma italien et international.
La section des films en nitrate de cellulose est particulièrement importante ; la Fédération internationale des archives du film (FIAF) a défini la Cineteca Italiana comme l'une des plus importantes archives de films muets en Europe. La Cineteca est active dans la restauration de films, qui sont présentés lors de grands festivals internationaux et dans les salles de projection de la Cineteca.
La Cineteca gère le musée, ouvert en 1985 au Palazzo Dugnani (it), consacré aux débuts du cinéma, qui a ensuite été transféré en 2012 dans l'ancienne Manifattura Tabacchi, où il a été agrandi, ainsi que les bureaux, en collaboration avec la région de Lombardie. Le même bâtiment abrite la Civica Scuola di Cinema Luchino Visconti (it) et la branche lombarde du Centro sperimentale di cinematografia.
La Cineteca possède également une importante collection de scénarios originaux et un corpus de 15 000 affiches de films muets et sonores, ainsi que divers projecteurs et anciens accessoires du cinéma. Depuis 1997, la Cineteca édite une série consacrée à l'histoire du cinéma, les Quaderni Fondazione Cineteca Italiana.